# Tyczenie lokalizacyjne
Tyczenie lokalizacyjne – zespół czynności pomiarowych mających na celu wskazanie w terenie lub na realizowanym obiekcie budowlanym punktów o założonym położeniu w przyjętym układzie odniesienia. Wyznaczenie punktów o zaprojektowanych współrzędnych geodezyjnych względem osnowy realizacyjnej.

## Charakterystyka
- tyczenie lokalizacyjne ma wskazać położenie obiektu budowlanego w terenie względem innych obiektów,
- wykonywane jest w oparciu o osnowę realizacyjną,
- tyczeniu podlegają główne punkty osiowe,
- dokładność z reguły nie mniejsza niż 10 cm,
- szkic tyczenia jako potwierdzenie wykonania jest przekazywany wykonawcy,
- geodeta dokonuje wpisu w dzienniku budowy potwierdzającego wykonanie tyczenia.

## Metody
1. biegunowa (długość celowej musi być mniejsza niż odległość do punktu nawiązania),
2. ortogonalna (domiary jak najkrótsze),
3. przedłużenie prostej (nie powinno przekraczać 1/3 długości bazy).
4. wcięcie kątowe w przód
5. metoda trygonometryczna
6. metoda przecięć
7. metoda teogrametryczna  (z wykorzystaniem 3 teodolitów optycznych)

Jeśli spełni się zalecenia, układ błędów jest najbardziej korzystny, trzeba tak projektować osnowę, aby było możliwe zachowanie tych warunków.